# Qurratulain Hyder
Qurratulain Hyder (20 de janeiro de 1926 - 21 de agosto de 2007) foi uma romancista e contista de urdu e jornalista Indiana. Suas obras criticavam o casamento como sendo a única meta de vida da mulher, o materialismo e o sistema de castas da Índia. Assinava seus trabalhos sob o pseudónimo de Ainee Apa. Morreu em agosto de 2007 devido a complicações pulmonares. Foi enterrada no cemitério da universidade Jamia Millia Islamia, em Nova Deli.

## Obras literárias
Alguns dos mais famosos trabalhos de Hyder.
- Aag Ka Duriya (River of Fire)
- Aakhir-e-Shab ke Hamsafar
- Mere Bhi Sanamkhane
- Gardish-e-Rang-e-Chaman
- Chandni Begam

## Prêmios
- Em 1967, recebeu o Sahitya Akademi Award
- Em 1969, Soviet Land Nehru Award
- Em 1985, é premiada com o Ghalib Award
- Em 1989, recebeu o Jnanpith Award pelo seu romance Aakhir-e-Shab ke Hamsafar (Travellers Unto the Night).